# Завтра не помре ніколи
«Завтра не помре ніколи» (англ. «Tomorrow Never Dies») — 18-й фільм про англійського суперагента Джеймса Бонда. Екранізація однойменної новели Яна Флемінга.

## Сюжет
У пролозі фільму агент англійської спецслужби МІ-6 Джеймс Бонд проводить операцію на базі терористів в Росії, на Кавказі, поблизу межі.
Англійські ВМС посилають ракету, а Бонду наказано йти звідти. Але він бачить винищувач з ядерними боєголовками, які можуть здетонувати. Агент 007 викрадає цей винищувач і запобігає ядерному вибуху.
Тим часом в південно-китайському морі на англійський військовий корабель «Девоншир» нападає корабель-невидимка німецького медіа магната Еліота Карвера. Його люди збивають корабель з курсу, той заходить в китайські води, Китай висилає до нього два своїх МІГа, які просять корабель піти з китайських вод, корабель-невидимка атакує підводним буром «Девоншир», той тоне і посилає сигнал, що їх атакували китайські винищувачі, а з корабля-невидимки по одному з МІГів вирушає ракета, що збила винищувач, всіх людей, що вижили, з «Девоншира» розстрілюють у воді люди Карвера з китайської зброї. Це потрібно Еліоту для того, щоб його газета «Завтра» перша написала про таку значущу подію. Також він хоче спровокувати війну між Великою Британією і КНР. МІ-6 стурбоване тим, що стаття про цей інцидент з'явилася в газеті «Завтра» до офіційного розголосу уряду.
М посилає агента 007 Джеймса Бонда до Гамбурга, на презентацію нового супутника компанії Карвера. Там Бонд дізнається, що дружина Карвера — його колишня знайома, Періс Карвер. Вони розмовляють, але їх розмову підслуховують охоронці. Бонда ведуть на допит в шумоізоляційну кімнату, але Джеймс побивши всіх охоронців, відключає зв'язок в центрі Карвера під час його промови, що транслюється в прямому ефірі. Пізніше до нього в номер приходить Періс Карвер. Вони займаються любов'ю.
Наступного дня Бонд проникає в офіс Карвера і зламує його сейф. Там він знаходить шифрувальний пристрій, який злочинний шифрувальник Генрі Гупта купив у терористів на Кавказі до вибуху бази. Бонд забирає собі це пристрій, але піднімається тривога і за ним починається гонитва. В ході її Бонд бачить дівчину, що також проникла в центр Карвера, — це китаянка Вій Лін, яка була на вечері Карвера і видавала себе за журналістку.
Бонд, за допомогою машини Q — BMW 750i — тікає від переслідувачів, але по дорозі він виявляє в своєму номері тіло Періс Карвер. Її убив доктор Кауфман, посланий Карвером. Він хоче убити і Бонда, але не виходить, і Бонд сам вбиває Кауфмана. Пізніше Бонд вирушає на американську військову базу в південно-китайському морі, де зустрічає резидента ЦРУ Джека Уейда. Той говорить, що шифрувальний прилад міг збити «Девоншир» з курсу. Джеймс десантується з американського літака в морі, де зазнав краху «Девоншир».
Але його і Вей Лін ловлять люди Карвера і доставляють в новий офіс Карвера в Шанхаї. Їх обох хоче убити людина Карвера — Стампер, але вони втікають і знайомляться. Виявляється Вій Лін — агент китайських спецслужб і теж розслідує справу Карвера. Вони об'єднуються і їм вдається знайти корабль-невидимку і запобігти затопленню ще одного корабля. Карверу доводиться убити Гупту, а Бонд вбиває Стампера і Карвера. Вони з Вей Лін залишаються живі.

## В ролях
- Пірс Броснан — Джеймс Бонд
- Джонатан Прайс — Еліот Карвер
- Мішель Єо — Вій Лін
- Тері Хетчер — Періс Карвер
- Ріки Джей — Генрі Гупта
- Гетц Отто — Стампер
- Джо Дон Бейкер — Джек Уейд
- Вінсент Шиавеллі — Доктор Кауфман
- Джуді Денч — M
- Десмонд Ллевелін — Q
- Саманта Бонд — міс Маніпенні
- Джерард Батлер — старший матрос крейсера «Девоншир»

## Цікаві факти
Як «корабель-невидимка» у фільмі був задіяний справжній експериментальний корабель-невидимка «Sea Shadow», побудований 1985 року американською корпорацією «Lockheed Martin» і розсекречений в 1993 році.